# Mancur Olson
Mancur Olson (22 de enero de 1932–19 de febrero de 1998) fue un destacado economista y sociólogo estadounidense que, en el momento de su muerte, trabajaba en el College Park de la Universidad de Maryland. Realizó importantes contribuciones a los estudios de economía política en temas como las funciones de la propiedad privada, los impuestos, los bienes públicos, las acciones colectivas y el desarrollo económico.
Olson destacó la base lógica de la participación en los grupos de presión. Las teorías políticas predominantes en su época atribuían un papel primordial a la pertenencia y la participación en los grupos de presión. Unas apelaban a la existencia de un instinto humano por la creación de grupos, otros atribuían el proceso de modernización a la formación de grupos basados en el parentesco. Olson ofreció una explicación radicalmente diferente del fundamento lógico de la acción colectiva organizada. 

## Educación y carrera
Olson se graduó en la Universidad Estatal de Dakota del Norte y fue un Rhodes Scholar en la Universidad de Oxford. Posteriormente se doctoró en Economía en la Universidad Harvard en 1963.
Su primer trabajo fue de profesor adjunto en la Universidad de Princeton y posteriormente de subsecretario de Sanidad, Educación y Bienestar durante dos años en Washington. En 1969 dejó el gobierno y se unió al departamento de economía de la Universidad de Maryland, donde permaneció hasta su muerte.

## Obra
En su primer libro La lógica de la acción colectiva: bienes públicos y la teoría de grupos, propuso que «sólo un incentivo individual y selectivo estimularía a una persona racional de un grupo latente a actuar con un espíritu grupal»; es decir, que solo un beneficio reservado estrictamente a miembros de un grupo motivaría a alguien a unirse y contribuir al grupo. Esto significa que los individuos actuarán colectivamente para proporcionar bienes privados, no para proporcionar bienes públicos.
En 1982, en un nuevo libro, amplió su lógica de la acción colectiva en un intento de explicar El nacimiento y declive de las naciones. La idea consiste en que, con el tiempo, tienden a formarse en el interior de los países pequeñas coaliciones. Grupos como los cultivadores de algodón, los productores de acero y los sindicatos de trabajadores tendrán los incentivos para formar grupos de presión y para influir en la política a su favor. Las políticas resultantes de estas presiones tenderán a ser proteccionistas y contrarias a la innovación tecnológica, y finalmente comprometerán el crecimiento económico. Pero, dado que los beneficios de estas políticas se concentran en los escasos miembros de estos grupos de presión, en tanto que los costes están difuminados por toda la población, la lógica dicta que habrá poca resistencia pública contra ellas. Por lo tanto, con el paso del tiempo, según estas coaliciones aumenten de tamaño y número, la nación afectada entrará en un declive económico.
En su último libro, publicado tras su muerte, Poder y prosperidad, Olson distinguió los efectos económicos de diferentes tipos de gobierno, en particular la tiranía, la anarquía y la democracia. Olson argumentó que un «bandido nómada» (bajo la anarquía) solo tiene incentivos para robar y destruir, en tanto que un «bandido sedentario» (un tirano) tiene un incentivo para propiciar cierto grado de prosperidad económica, dado que esperará permanecer en el poder el tiempo suficiente para sacar provecho de ella. Así que el bandido sedentario se hace cargo de la principal tarea de gobierno: la protección de sus ciudadanos y de sus propiedades frente a los bandidos nómadas. Olson vio en el tránsito de los bandidos nómadas a los bandidos estacionarios el germen de la civilización; lo que, a su vez, inició el camino a la democracia, la cual proporciona incentivos al buen gobierno, que es el que atiende los deseos del conjunto de la población.
Para reconocer las contribuciones de Olson a los campos de la economía y la sociología, la American Political Science Association creó el Premio Olson a la mejor tesis doctoral en economía política.